# 이스턴 서베브스 AFC
이스턴 서베브스 AFC(Eastern Suburbs Association Football Club)는 뉴질랜드 오클랜드의 코히마마라마 교외에 연고를 둔 축구단이다. 구단은 노던 리그에 참가하고 있다.

## 클럽 역사
이스턴 서베브스는 1934년 타마키 유나이티드 AFC(1924년 설립)와 글렌 이네스(1930년 설립)의 합병으로 설립되었다. 당시 강팀 중 하나인 이 구단은 명망 있는 전국 채텀 컵 에서 6회 우승하는 등 국내의 거의 모든 주요 영예를 안았다.

## 선수 명단

### 현역
- 켈빈 칼루아(2017 ~ )
- 스티븐 호일(2019 ~ )

### 역대
- 애덤 토마스(2018 ~ 2021)